# Dorfkirche Markendorf

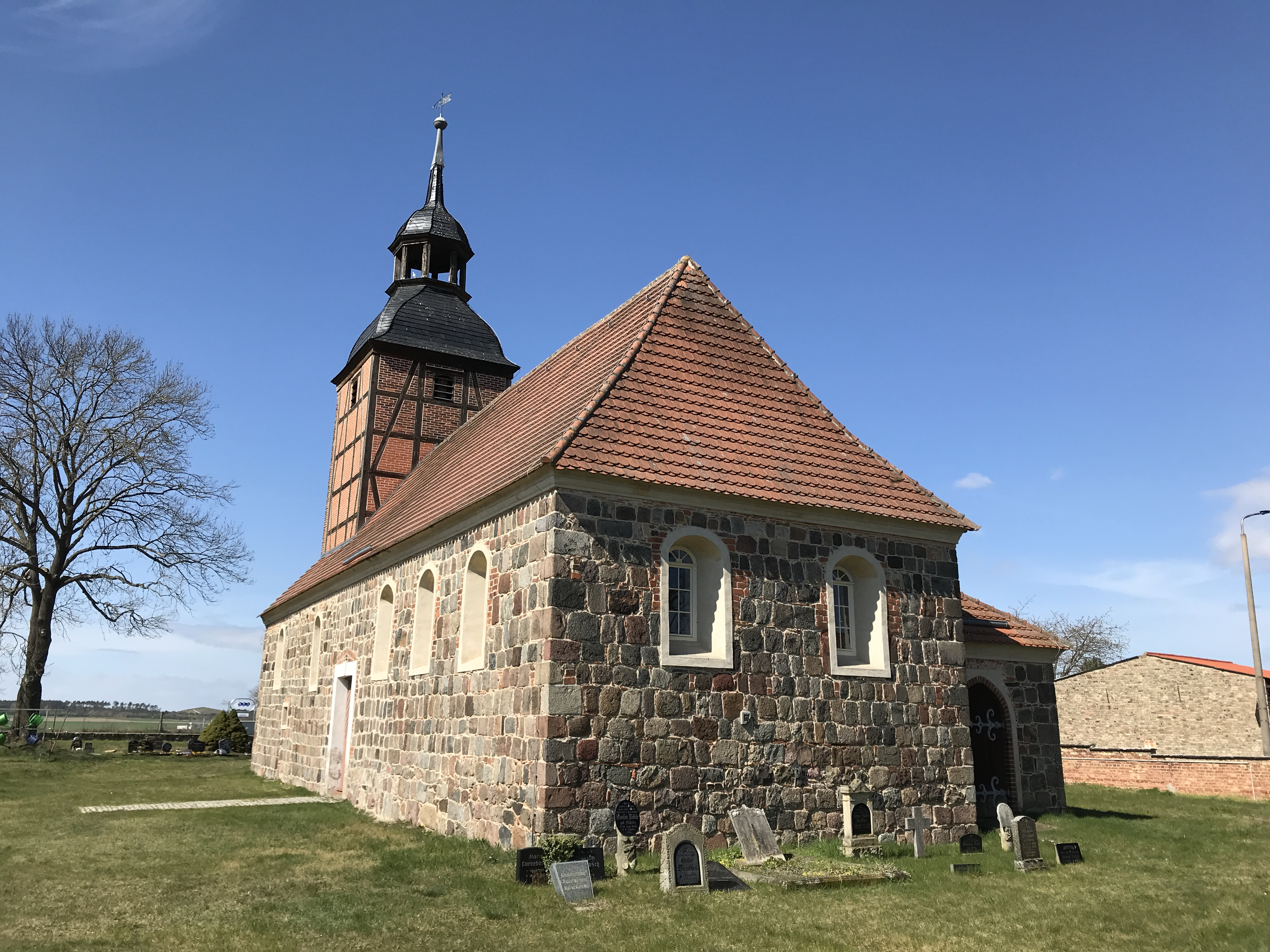
Dorfkirche Markendorf

Die Dorfkirche Markendorf ist eine Kirche im Jüterboger Stadtteil Markendorf im Landkreis Teltow-Fläming in Brandenburg. Die Kirche  ist denkmalgeschützt.

## Lage
Die Kirche befindet sich im nördlichen Bereich des Ortes, direkt südlich der Bundesstraße 115 auf einem Grundstück, das mit einer Mauer aus rötlichen Mauersteinen eingefriedet ist. Der nördliche Teil des umgebenden Kirchhofs wurde beim Ausbau der Bundesstraße verkleinert. Die westliche Feldsteinmauer mit den parallel angepflanzten Robinien ist noch ursprünglich.

## Geschichte
Die Kirche wurde im zweiten Viertel des 13. Jahrhunderts erbaut. Markendorf war dabei Filialkirche von Fröhden. Von der heutigen Kirche stammt nur der Westteil aus dem Spätmittelalter, der Ostteil ist im 18. Jahrhundert erbaut worden. Das Kirchenpatronat lag bis 1538 beim Landesherren und ging danach an das Gut Markendorf über. Im Dreißigjährigen Krieg wurden der Kirche wesentliche Schäden zugefügt. Ein Wiederaufbau durch den Zimmermeister Gürgen, den Maurermeister Pau sowie die Maurer Matheus und den Tischler Probst fand in der Zeit von 1663 bis 1667 statt. Dabei kam auch eine neue Kirchenausstattung in das Bauwerk. Bei diesem Wiederaufbau wurden neue Giebel und ein neuer Dachstuhl errichtet. Die Fenster wurden „barock“ vergrößert. In der gleichen Zeit wurden Kanzel, Taufe und Empore in die Kirche eingebaut. Erhalten geblieben ist von diesen Baumaßnahmen im Wesentlichen der Westteil der Kirche. Aus dem Jahr 1669 ist bekannt, dass auf dem Dachboden Korn gelagert und Tauben gehalten wurden.
Von 1724 bis 1726 kam es auf Anforderung des damaligen Gutsbesitzers Lippold Heinrich von Klitzing zu einem Neubau des Ostteils der Kirche. Eine Baunaht ist an der linken Seite des Südportals sichtbar. In der gleichen Zeit wurde der Fachwerkturm gebaut. Der Turm hat eine Ziegelausfachung, eine geschweifte Haube und eine offene Laterne. Mit diesem Umbau wurde die Länge des Schiffes verdoppelt, der östliche Abschluss erhielt eine gerade Mauer. Weiter wurde im Osten der Nordseite eine Patronatsloge angebaut, unterhalb der Loge befindet sich eine Gruft. Das Äußere der Kirche wurde verputzt. Im Inneren wurde eine Balkendecke eingebaut. Im Jahre 1801 wurde im Inneren an der Südseite eine Empore eingebaut.
Weitere wesentliche Veränderung fanden im 19. Jahrhundert nicht statt. 1864 wurden die Schindeldeckung des Turmes durch Schiefer ersetzt und im Jahr 1881 erfolgte eine Reparatur der Dächer. Eine weitere Renovierung erfolgte von 1967 bis 1970. Dabei wurden auch der Kanzelaltar, die Südempore und die Taufe entfernt, diese sind seitdem verschollen. Damals wurden neue Ausstattungsgegenstände in die Kirche gestellt. Auf Grund von Bauschäden wurde die Kirche 1986 gesperrt, im Jahre 1996 traf ein Blitz den Kirchturm. Ab 1997 wurde die Kirche renoviert, diese Renovierung dauerte über das Jahr 2000 hinaus an.

## Baubeschreibung

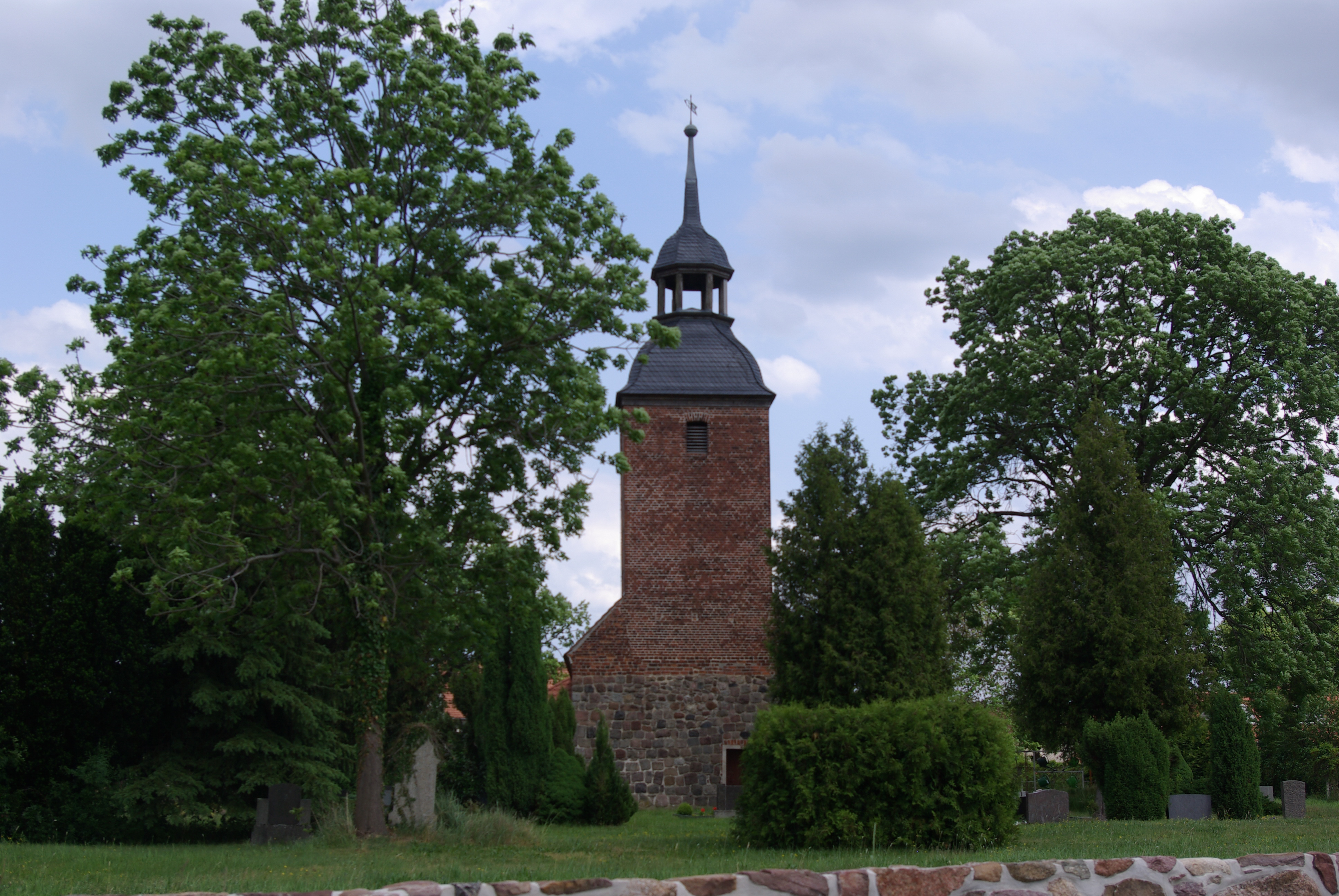
Ansicht von Westen

Das Bauwerk entstand im Wesentlichen aus Feldsteinen, die behauen und vergleichsweise lagig geschichtet wurden. Der Chor ist gerade und nicht eingezogen. An der Ostwand sind zwei kleine Rundbogenfenster, die im 17. Jahrhundert eingebaut wurden. Ihre Form wird durch verputzte Faschen betont. Oberhalb sind Ausbesserungsarbeiten erkennbar, bei denen teilweise auch rötlicher Mauerstein zum Einsatz kam.
Das Kirchenschiff hat einen rechteckigen Grundriss. An der Nordostseite ist eine Patronatsloge verbaut, die von Osten her über ein rundbogenförmiges Portal betreten werden kann. An der Nordwestseite ist ein kleines und hochrechteckiges Fenster. Im übrigen Bereich der Langwand sind im westlichen Bereich zwei Rundbogenfenster. Sie werden durch ein dazwischenliegendes und tiefes gesetztes Fenster ergänzt, mit dem Licht unter die Empore fällt. Darüber ist der Rest eines zugesetzten Fensters erkennbar. An der Südseite sind im östlichen Bereich insgesamt drei Rundbogenfenster. Mittig ist eine rechteckige Pforte, die eine zuvor verbaute, rund- oder spitzbogenförmige Pforte ersetzt. Im Westlichen Bereich ist ein weiteres Fenster, ebenso im Turmbereich. Dazwischen ist ebenfalls der Rest eines zugesetzten Fensters erkennbar; darunter ein kleineres, querrechteckiges Fenster. Am Übergang zum Dach ist eine umlaufende Voute. Das Schiff trägt ein schlichtes Satteldach, das nach Osten hin abgewalmt ist.
Im Westen schließt sich der Kirchturm an. Er kann durch eine schlichte und rechteckige Pforte betreten werden, die sich im südwestlichen Bereich der Westwand befindet. Während das untere Geschoss aus Feldsteinen errichtet wurde, wechselt anschließend das Baumaterial. Die Westwand entstand aus Mauersteinen, die übrigen Wände aus Fachwerk, wobei das Gefach wiederum mit Mauersteinen erstellt wurde. Oberhalb des Helms sind an jeder Seite eine kleine Klangarkade. Darüber ist eine geschweifte Haube mit einer Laterne, die mit Turmkugel und Wetterfahne abschließt.

## Ausstattung
Im Inneren befindet sich eine Orgel aus dem Jahr 1904, die ein Instrument aus dem Jahr 1801 ersetzte. Orgelbauer war Barnim Grüneberg aus Stettin, die Baunummer ist laut einer Inschrift die 491. Die Orgel ist nicht mehr funktionsfähig. Für den Kreisdirektor von Jüterbog und Dahme Caspar Friedrich von Sutterheim (1659 bis 1701) und seiner Frau Margarete von Schweinitz befindet sich ein Grabdenkmal in der Kirche. Das Grabdenkmal wurde aus Sandstein gefertigt zeigt ein Inschriftenfeld, ein Wappen und Fruchtgehänge. Die Glocke wurde 1884 von Eduard Kobitzsch aus Torgau gegossen. Sie besteht aus Bronze und zeigt in einem Relief Jesus Christus.